# 宮島惠美
宮島惠美（日语：宮島 えみ，3月17日—），日本女性配音員。出身於北海道。

## 人物簡介
Aksent所屬。北海道藝術高等學校札幌分校聲優科畢業，Aksent附屬養成所Shine第13期出身。
興趣為電影&音樂鑑賞、畫插圖。特長有跳舞、打籃球。

## 演出作品
※粗體字表示說明飾演的主要角色。

### 電視動畫
2014年
- 大圖書館的牧羊人（音樂教師、女學生）

2016年
- 春&夏推理事件簿 ～春太與千夏的青春～（朝比奈紗惠）
- 高校艦隊（內田真由美[3]）

2017年
- 異世界食堂（小孩）
- 人馬小姐不迷茫（朱池美津代[4]）

2018年
- 愛在雨過天晴時（喜屋武遙[5]、店員）
- 童話魔法使（夏露露·喬邦妮）
- 百鍊霸王與聖約女武神（女性、女教師）

2019年
- 不愉快的妖怪庵 續（司法的奉公人）
- 為什麼老師會在這裡！？（鈴木鈴）

2020年
- GO！GO！原子小金剛
- 球詠（女學生、二壘裁判、數學老師、中山、西浦麻友）
- 暮蟬悲鳴時業（同班同學、男子）
- 熊熊勇闖異世界（熊緩、艾蕾娜）

2021年
- 暮蟬悲鳴時卒（男子）

2022年
- 自稱賢者弟子的賢者（漢娜）
- 相合之物（女性客、鄰居太太）
- 舞動不止（男學生C）
- SHINE POST（女高中生、客人、粉絲、店員、廣播、OL、觀眾）
- BLEACH 千年血戰篇（美女）

2023年
- 被解僱的暗黑士兵（30多歲）開始了慢生活的第二人生（村民A、村民B、札札）
- 熊熊勇闖異世界Punch！（熊緩[6]）

2025年
- 歡迎來到日本，妖精小姐。（女社員）

### OVA
2017年
- 高校艦隊（內田真由美）

2018年
- 幽☆遊☆白書 「是成是敗」（女）

### 電影動畫
2020年
- 劇場版 高校艦隊（內田真由美[7]）

### 網路動畫
2020年
- （[8]）

### 遊戲
2012年
- Glass Heart Princess（日语：Glass Heart Princess）（鳥丸菜菜）

2013年
- Glass Heart Princess：PLATINUM（鳥丸菜菜）
- 必殺工作人 ～懲罰精選～（琉璃川京香、清原唯）

2018年
- A3！（觀眾、咖哩店店員[9]、護理人員[10]、地方城市的店員、酒吧店員、涯〈幼少時期〉[11]）

2019年
- 高校艦隊 指尖艦隊戰鬥！（內田真由美）

### 廣播劇CD
2013
- 冒牌偶像[1][注 1]

### 外語配音

#### 電視影集
- 犯罪心理 (第9季)（Rollin）－第21集。
- 重返犯罪現場 (第5季)（Carson）－第9集。

### 廣播CD
- 春&夏推理事件簿 ～春太與千夏的廣播電台～ Vol.1（特別版嘉賓）[12]

### 舞台
- 劇團戲院 鸚鵡螺 「葛莉特的妹妹」（2014年9月3日～9月7日）[13]

### 旁白
2015
- 讀賣樂園（電視廣告）[14]
- 樂高樂園 發現中心 大阪[15]

## 音樂作品

### 角色歌曲
| 發行日期 | 標題                                                                       | 名義                                            | 曲名   | 備註                                                     |
| 2016年   | 2016年                                                                     | 2016年                                          | 2016年 | 2016年                                                   |
| -------- | -------------------------------------------------------------------------- | ----------------------------------------------- | ------ | -------------------------------------------------------- |
| 5月25日  | 電視動畫「春&夏推理事件簿 ～春太與千夏的青春～」角色歌曲迷你專輯 ～Girls～ | 朝比奈香惠（小見川千明）&朝比奈紗惠（宮島惠美） | 「」   | 電視動畫《春&夏推理事件簿 ～春太與千夏的青春～》角色歌曲 |

## 腳註

### 來源
1. 1 2 3 4 5 6 7  . Aksent.   [2016-06-28]. （原始内容存档于2016-04-02） （日语）.
2. ↑  . Aksent. 2013-04-16  [2016-06-28]. （原始内容存档于2017-06-14） （日语）.
3. ↑  . 電視動畫「高校艦隊」公式官網.   [2016-06-28]. （原始内容存档于2016-06-27） （日语）.
4. ↑  . 電視動畫「人馬小姐不迷茫」公式官網. 2017-06-08  [2017-06-08]. （原始内容存档于2017-06-11） （日语）.
5. ↑  . Comic Natalie. 2017-12-21  [2017-12-21]. （原始内容存档于2017-12-22） （日语）.
6. ↑  . Comic Natalie. 2023-02-01  [2023-02-01]. （原始内容存档于2023-02-14） （日语）.
7. ↑  . 「劇場版 高校艦隊」公式官網.   [2019-10-10]. （原始内容存档于2019-12-09） （日语）.
8. ↑  . 宮島惠美的Twitter. 2020-06-12  [2020-06-12]. （原始内容存档于2020-06-12） （日语）.
9. ↑  zackpromotion的推文、. Retrieved 2019-07-27. （日語）.
10. ↑  zackpromotion的推文、. Retrieved 2019-07-27.（日語）.
11. ↑  zackpromotion的推文、. Retrieved 2019-07-27. （日語）.
12. ↑  . 電視動畫「春&夏推理事件簿 ～春太與千夏的青春～」.   [2016-06-28]. （原始内容存档于2016-07-04） （日语）.
13. ↑  . 宮島惠美的Twitter. 2014-08-24  [2014-08-24] （日语）.
14. ↑  . 宮島惠美的Twitter. 2015-07-20  [2015-07-20] （日语）.
15. ↑  . 宮島惠美的Twitter. 2015-04-27  [2015-04-27] （日语）.

## 外部連結
- Aksent公式官網的聲優簡介（页面存档备份，存于） （日語）
- 宮島惠美的X（前Twitter） （日語）